# Banyuputih (Kalinyamatan)
Banyuputih is een bestuurslaag in het regentschap Jepara van de provincie Midden-Java, Indonesië. Banyuputih telt 5040 inwoners (volkstelling 2010).